# Патагонская ласточка
Патагонская ласточка, или сине-белая южноамериканская ласточка (лат. Pygochelidon cyanoleuca) — вид воробьинообразных птиц семейства ласточковых.

## Распространение
Обитает на юге Никарагуа и во всей Южной Америке, за исключением пустынь и бассейна Амазонки. Южные особи мигрируют на зимовку на север вплоть до Тринидада. Обитает в открытых пространствах, включая деревни, городки, фермы и лесные поляны. В Центральной Америке это высокогорная птица, но в других местах своего ареала она может встречаться от низменностей до высоты 4000 метров.

## Таксономия
Патагонская ласточка была впервые официально описана как Hirundo cyanoleuca французским орнитологом Луи Вьейо в 1817 году на основании экземпляра, который, как он полагал, был из Парагвая.
Ранее этот вид относили к роду настоящие ласточки. Но затем он был перемещен в род Pygochelidon на основании филогенетического исследования, опубликованного в 2005 году.
У патагонской ласточки есть 3 подвида:
- P. c. cyanoleuca (Vieillot, 1817) — обитает от Никарагуа и Тринидада до северо-запада Аргентины, Парагвая и Уругвая.
- P. c. peruviana Chapman, 1922 — запад Перу на высоте 2500 метров.
- P. c. patagonica (d'Orbigny & Lafresnaye, 1837) — юг Южной Америки.

## Описание
Взрослая особь достигает в длину 11–12 см (4,3–4,7 дюйма) и весит около 10 г. Верхняя часть тёмно-синяя, низ белый , нижние крылья и нижняя часть короткого раздвоенного хвоста черноватые. Молодые особи сверху коричневые, снизу желтовато-коричневые, хвост менее раздвоенный.
Подвид P. c. patagonica достигает в длину 13,5 см, у него более светлые нижние крылья и нижняя часть хвоста белого цвета. P. c. peruviana меньше, чем P. c. patagonica, у него меньше белого в подхвостье, более тёмные нижние крылья и бока.
Живут в неглубоких соломенных гнёздах в разных естественных или искусственных полостях, включая дупла деревьев, расщелины скал и мосты. Кладка южных особей доходит до 6 яиц, северные особи 2-3. В течение 15 дней до вылупления яйца насиживают оба родителя. Птенцы выкармливаются обоими родителями в течение 26 дней до оперения, затем живут в родительском гнезде до 2 месяцев. Может быть два выводка.

## Безопасность
Численность увеличивается в результате сведения лесов и освоения этих территорий людьми, благодаря чему увеличивается площадь гнездовых биотопов и численность подходящих объектов питания. МСОП не относит этот вид к нахходящимся под угрозой вымирания.

## Внешние ссылки
- "Blue-and-white swallow media"
- Blue-and-white swallow photo gallery
- Blue-and-white swallow species account